# Седен Гюрель
Седен Гюрель (нар. 12 вересня 1965, м. Анкара, Туреччина) — турецька співачка і композиторка.
Навчалася в середній школі Багарія та Анатолійській середній школі Кадикьо. Пізніше вивчала архітектуру в Стамбульському технічному університеті. Перший запис зробила у 14 років. Всього випустила сім альбомів.
Седен Гюрель була одружена з музикантом Айкутом Гюрелем 23 роки до розлучення у 2012 році. 20 липня 2014 року одружилася з адвокатом Макітом Козером.

## Відеокліпи
| рік  | Пісня                                 | Альбом         |
| ---- | ------------------------------------- | -------------- |
| 1992 | «Bum Bum»                             | Ковток кохання |
| 1993 | «Devlerin Aşkı»                       | Ковток кохання |
| 1993 | «Harbiden»                            | Ковток кохання |
| 1993 | «Hopterelelli»                        | Ковток кохання |
| 1994 | «Olmaz Dostum»                        | Не хвилюйся    |
| 1994 | «Aklımı Çelme»                        | Не хвилюйся    |
| 1994 | «Korkmam»                             | Не хвилюйся    |
| 1994 | «Seni Düşünüyorum»                    | Не хвилюйся    |
| 1995 | «Uyan»                                | Не хвилюйся    |
| 1995 | «Bir Bilsen»                          | Не хвилюйся    |
| 1995 | «Mesela»                              | Не хвилюйся    |
| 1996 | «Çalkala»                             | Мабуть         |
| 1997 | «Aşkım»                               | Мабуть         |
| 2002 | «İhanet Kalbime Kötülük Koydu»        | Розрахунок     |
| 2002 | «İster Gel, İster Gelme»              | Розрахунок     |
| 2003 | «Hesaplaşma»                          | Розрахунок     |
| 2003 | «Bi' Bulsam»                          | Розрахунок     |
| 2003 | «Ben Zaten»                           | Розрахунок     |
| 2004 | «Sebebim Aşk»                         | Жінка співає   |
| 2004 | «Kapılar»                             | Жінка співає   |
| 2004 | «Parmak İzleri»                       | Жінка співає   |
| 2005 | «Küçük Bir Aşk Masalı» (Keremcem ile) | Майя           |
| 2008 | «Show Ca La Paris» (Costi ile)        | Подих          |

## Альбоми
- Bir Yudum Sevgi (1992)
- Aklımı Çelme (1994)
- Muhtemelen (1996)
- Hesaplaşma (2002)
- Bir Kadın Şarkı Söylüyor (2004)
- Майя (Дует з Керемом Джемом) (2005)
- Bir Nefes (2008)